# Vittorio Messori
Vittorio Messori (ur. 16 kwietnia 1941 w Sassuolo) – włoski dziennikarz, pisarz i publicysta katolicki.
Ukończył studia na Wydziale Nauk Politycznych Uniwersytetu Turyńskiego, pracę dyplomową pisał u Alessandra Galante Garrone. Wychowany w rodzinie ateistycznej, przyjął katolicyzm w 1964. Był dziennikarzem „La Stampy”.
Przeprowadził wywiad rzekę z Janem Pawłem II Przekroczyć próg nadziei w 1994 oraz wywiad rzekę Raport o stanie wiary z kard. Józefem Ratzingerem w 1985.

## Wybrane publikacje
- Raport o stanie wiary (wł. Rapporto sulla fede) – wywiad rzeka z kard. Józefem Ratzingerem. 1985
- Przekroczyć próg nadziei, 1994
- Ipotesti su Gesú (1976; wyd. pol. Opinie o Jezusie, przeł. ks. Tadeusz Jania SDB, Wydawnictwo M, Kraków 1994, s. 296, ISBN 83-85541-14-4)
- Patì sotto ponzio pilato? (1992; wyd. pol. Umęczon pod Ponckim Piłatem? Badania nad męką i śmiercią Jezusa, 1996)
- Opus Dei, un’indagine (1993; wyd. pol. Śledztwo w sprawie Opus Dei, 2006)
- Wybór artykułów z Vivaio – I. Pensare la storia. Una lettura cattolica dell’avventura umana., II. La sfida della fede. Fuori e dentro la Chiesa: la cronaca in una prospettiva cristiana, III. Le cose della vita. (1992, 1993, 1995; wyd. pol. Czarne karty Kościoła, 1998)
- Il miracolo (1998; wyd. pol. Cud, 2000 Znak dla niewierzących, Wydawnictwo Agape, 2008 ISBN 978-83-924332-5-5)
- Dicono che e risorto (2001; wyd. pol. Wydawnictwo M, Mówią, że zmartwychwstał, ISBN 83-7221-378-X)
- Ipotesti su Maria. Fatti, indizi, enigmi. (2007: wyd. pol. Opinie o Maryi. Fakty, poszlaki, tajemnice, 2007)
- Perché credo (2008: wyd. pol. Dlaczego wierzę. Życie jako dowód wiary, przeł. Monika Wójcik, Wydawnictwo św. Stanisława BM, Kraków 2009, s. 443, ISBN 978-83-7422-248-8)
- Bernadette non ci ha ingannati (2012: wyd. pol. Tajemnica Lourdes. Czy Bernadeta nas oszukała?, przeł. Agata Ferens-Kreciszewska, Wydawnictwo Znak, Kraków 2014, ss. 348, ISBN 978-83-240-3109-2)
- Kościół katolicki i jego wrogowie (2016: Wydawnictwo AA, s. 448, ISBN 978-83-7864-732-4)